# Ananea (Bolivia)
Santa María de Rosario de Ananea es una localidad boliviana, perteneciente al municipio de Tacacoma ubicado en la provincia Larecaja del departamento de La Paz.
En sus inicios fue un asentamiento minero de pequeña escala para la explotación del oro con el sistema de bateo, proceso que continúa hasta nuestros días en zonas aledañas a la población como característica minera de la Provincia Larecaja.    
El  3 de octubre de 1779 en esta población nació el legendario Vicente Pazos Kanki, que tuvo participación en la política argentina y boliviana.